# Fredrik Otto von Bilberg
Fredrik Otto von Bilberg, född 3 augusti 1722, död 23 oktober 1806 på Näsbyholms säteri, var en svensk militär och politiker.
von Bilberg var son till inspektoren Gustaf Otto Bilberg och dennes hustru Maria Elisabet von Hoffdahl. Han gick in vid Amiralitetet 1738 och blev den 23 oktober 1751 medelstyrman. Han befordrades till löjtnant den 4 maj 1754 och till kaptenlöjtnant den 1 december 1757. Den 14 juli 1761 utnämndes han till amiralitetskapten. von Bilberg gifte sig troligen på 1750-talet med Sara Christina von Helmich, som drunknade i Stralsunds hamn den 1 maj 1761.
von Bilberg deltog vid Riksdagen 1789 och tillhörde då de adelsmän ur oppositionen som arresterades på order av kung Gustav III den 20 februari 1789 inför kungens plan på att genomdriva Förenings- och säkerhetsakten. von Bilberg sattes i husarrest och han släpptes troligen i slutet på april eller början på maj samma år.
von Bilberg ärvde efter sin svägerska Näsbyholms säteri som då var ett fideikommiss och han dog där 1806.

## Utmärkelser
- Riddare av Svärdsorden - 1761[3]